# Zusidava tortricaria
Zusidava tortricaria är en fjärilsart som beskrevs av Walker 1862. Zusidava tortricaria ingår i släktet Zusidava och familjen sikelvingar. Inga underarter finns listade i Catalogue of Life.